# Nyizsnyij Lomov
Nyizsnyij Lomov (orosz nyelven: Нижний Ломов) város Oroszország európai részén, a Penzai terület Nyizsnyij Lomov-i járásának székhelye. 
Lakossága: 22 678 fő (a 2010. évi népszámláláskor).

## Elhelyezkedése
Penza területi székhelytől 109 km-re északnyugatra, a Volgamenti-hátság nyugati szélén, a Lomovka (a Moksa mellékfolyója) két partján helyezkedik el. A Szizrany–Rjazsszk vasútvonalból kiinduló rövid szárnyvonal végpontja. A városon át vezet az  „Urál” főút. 
Neve (magyarra fordítva Alsó-Lomov) a Lomovka folyónévből származik. A város a folyó árterére, az erdős sztyepp övezethez tartozó, enyhén dombos területre épült. Éghajlata mérsékelten kontinentális, a csapadék éves átlaga 400–530 mm között változik, de forró, száraz nyarak is előfordulnak.

## Története
A város elődjét a 10 km-re fekvő Felső-Lomovval együtt megerősített őrhelyként hozták létre 1636-ban. A 18. század második felében Penza környékének jelentős kereskedelmi központja volt, 1780-ban városi címet kapott és ujezd székhelye lett. Az igazgatási intézmények elhelyezésére a 19. század első felében téglából kezdtek építkezni. A század második feléből fennmaradt néhány fából vagy téglából készült kereskedőház, kórház- és iskolaépület, valamint romjaiból részben felújítva a női Uszpenszkij-kolostor épületegyüttese (1880).
Nyizsnyij Lomov jelentős iparvállalata az 1938-ban alapított ún. elektromechanikai gyár, mely a 2010-es években is nagyrészt hadiipari megrendeléseket teljesít. 